# R U OK
R U OK è un singolo della cantante canadese Tate McRae, pubblicato il 13 dicembre 2020 come secondo estratto dal secondo EP Too Young to Be Sad.

## Tracce
1. R U OK – 3:06